# أول هيرمان جوهانس كراغ
أول هيرمان جوهانس كراغ (بالبوكمول: Ole Herman Krag) هو مهندس نرويجي، ولد في 7 أبريل 1837 في Vågå ‏ في النرويج، وتوفي في 9 ديسمبر 1916 في باريس في فرنسا.